# Maria Falconetti
Renée Jeanne Falconetti (Pantin, 21 de julio de 1892 - Buenos Aires, 12 de diciembre de 1946), conocida como Maria Falconetti, Renée Falconetti o Falconetti, fue una actriz francesa de cine y teatro, conocida por su papel de Juana de Arco en La pasión de Juana de Arco (1928), del director Carl Theodor Dreyer. Aunque algunas fuentes aseguran que Maria nació en Sermano (Córcega), actualmente se sabe que nació en Pantin (suburbio del norte de París).

## Biografía
Ingresó en el Teatro del Odeón en 1916, y se estrenó en la obra L'Arlésienne. Encarnó a la conmovedora heroína de Saint-Georges de Bouhélier en La Vie d'une Femme, en 1919. Tras un breve período en la Comédie-Française, desempeñó el papel de Rosine en El Barbero de Sevilla, Margarita Gautier en La dama de las camelias y la obra Lorenzaccio.
Su último papel antes de una larga estancia en América del Sur fue el de Andrómaca en La guerre de Troie n'aura pas lieu, de Jean Giraudoux.

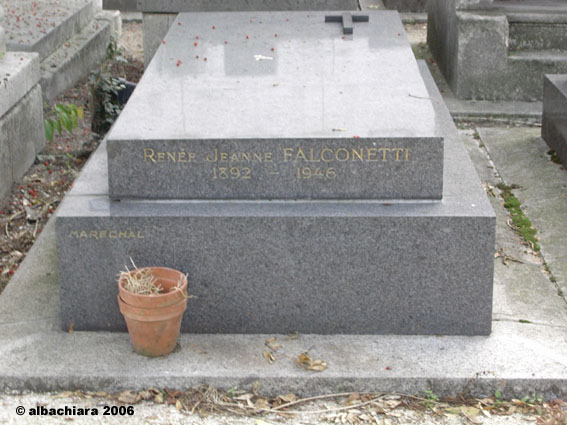
Tumba de la actriz, situada en el cementerio de Montmartre.

Apasionada, fue una de las actrices más talentosas de su generación, comparada con Gabrielle Réjane y Eleonora Duse.
Hasta el día de hoy es recordada por su papel de Juana de Arco en la película La pasión de Juana de Arco (1928), considerado una de las interpretaciones emblemáticas de la cinematografía universal.
En 1915 tuvo una hija, Hélène (autora de su biografía), de su primer marido, Henri Goldstuck, con quien estuvo casada hasta su muerte en 1928. En 1931 tuvo un segundo hijo. Tuvo romances con Saint-Georges de Bouhélier y con Charles Boyer.
Durante la Segunda Guerra Mundial escapó a Suiza y de allí a Brasil y luego a Buenos Aires, donde residió hasta su suicidio a los 54 años.
Se halla enterrada en el Cementerio de Montmartre, en París.

## Filmografía

### Teatro
- 1921: Le Comédien, de Sacha Guitry (Théâtre Édouard VII)
- 1924: El Barbero de Sevilla
- 1935: No habrá guerra de Troya, de Jean Giraudoux (Théâtre de l'Athénée)

### Cine
- Le Clown (1917)
- La Comtesse de Somerive (1917)
- La pasión de Juana de Arco (1928)